# 先军红旗1型电力机车
先军红旗1型电力机车，是用于朝鲜铁路的2500千瓦四轴电力机车，但仍处于实验阶段，仅生产了一台机车，并未正式量产。

## 发展历史

### 研制
金钟泰电力机车联合企业在朝鲜的铁路运输发展中起着举足轻重的作用，“红旗”牌电力机车全是由该企业生产的。2010年，金钟泰机车制造厂同平壤铁道大学、车辆设备研究所等有关部门科研人员通力合作，在红旗4轴电力机车基础上，采用中国南车襄阳电机厂的交流异步牵引电机和中国北车大连机车车辆厂的运行控制系统，参照中国韶山3型电力机车的车体造型，设计出先军红旗1型电力机车。

### 运用
目前先军红旗1型电力机车尚处在试验阶段，无运用和配属信息。